# اس‌اس لینداس (۱۸۸۱)
اس‌اس لینداس (۱۸۸۱) (به انگلیسی: SS Lindus (1881)) یک کشتی است که طول آن ۷۸٫۴۵ متر (۲۵۷ فوت ۵ اینچ) می‌باشد. این کشتی در سال ۱۸۸۱ ساخته شد.